# Ladislav Kutík
Ladislav Kutík (15. ledna 1941 Nymburk – 1. března 2021 Nymburk) byl český politik, starosta města Nymburk, hráč a trenér basketbalu.
Do roku 1969 hrál aktivně ve městě basketbal, poté až do roku 2015 trénoval družstvo žen.

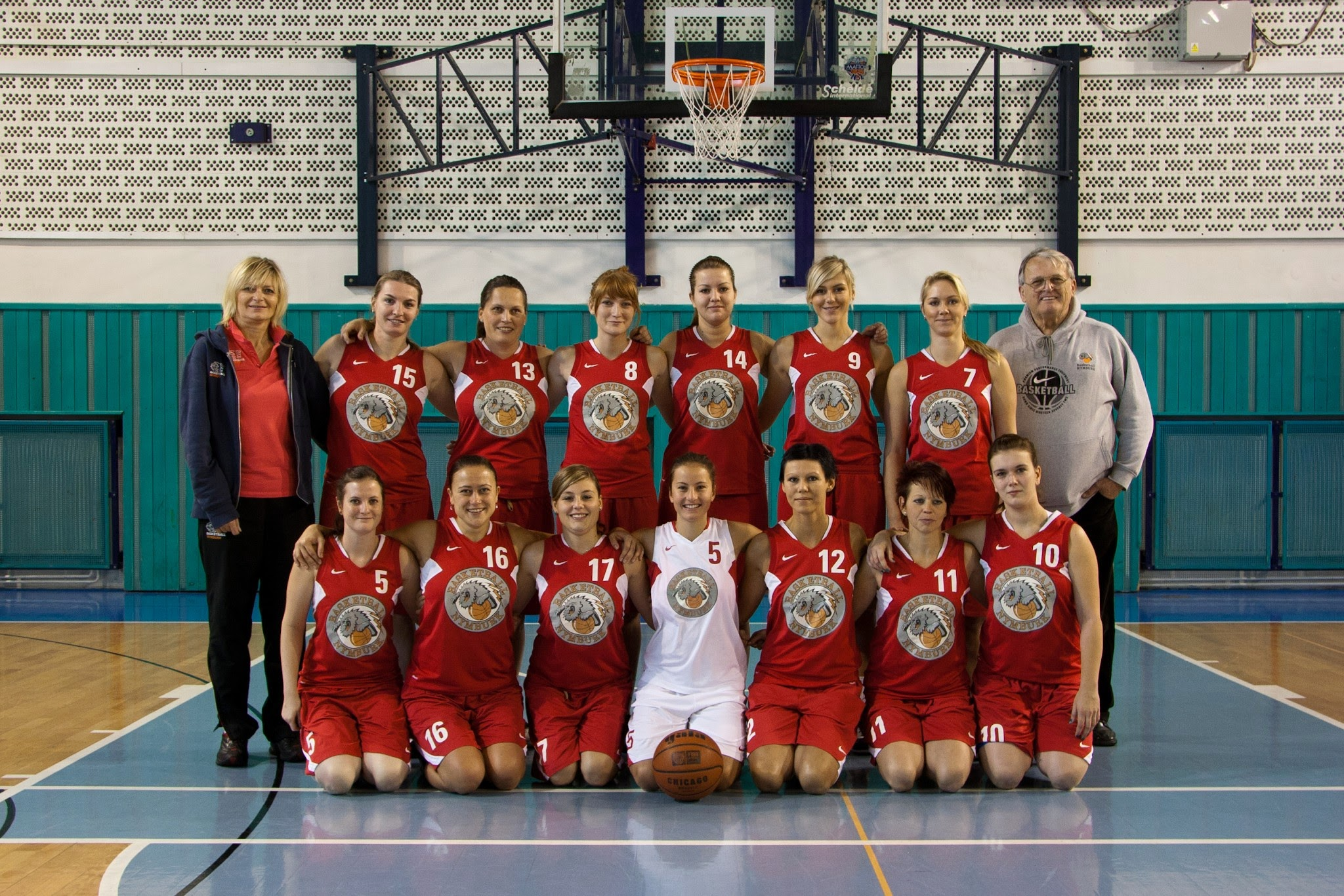
Ladislav Kutík trenér basketbalu

Významně se zasadil o rozvoj města po Sametové revoluci v roce 1989. Od roku 1990 do roku 2010 byl starostou Nymburka za Občanské fórum a Občanskou demokratickou stranu. Zároveň byl členem krajského zastupitelstva Středočeského kraje.
Ladislav Kutík, byl nejdéle působícím starostou v historii města Nymburk (20 let)
Basketbal začal hrát a na sportovišti Réma. Nymburský klub trénoval od roku 1962.
V roce 2011 získal čestné občanství města Nymburk.
V roce 2020 prodělal onemocnění koronavirem SARS-Cov-2, které výrazně přispělo k úmrtí. Zemřel 1. března 2021, zprávu o úmrtí médiím a veřejnosti předal jeho syn Ladislav.

## Životopis
Vystudoval Střední průmyslovou školu strojnickou v Mladé Boleslavi. V l. 1959-1960 pracoval jako konstruktér ve firmě Kovona v Lysé nad Labem, poté projektant Ústavu vývoje a racionalizace železničního průmyslového opravárenství v Nymburce. – Po listopadu 1989 byl mluvčím Občanského fóra v Nymburce, patřil k zakladatelům Občanské demokratické strany, kterou několikrát dovedl k vítězství v komunálních volbách. Až do r. 2010 byl starostou města Nymburk. V l. 2004-2008 radním Středočeského kraje, poté členem krajského zastupitelstva Středočeského kraje v Praze. – Za zásluhy o rozvoj města mu bylo uděleno vyznamenání Nymburský lev I. třídy a v r. 2011 čestné občanství